# Las melancólicas
Las melancólicas és una pel·lícula espanyola dirigida el 1971 per Rafael Moreno Alba. Durament tallada per la censura, se'n van fer dues versions, una per exhibir-se a Espanya i l'altra, amb nuesa femenina, destinada a l'estranger. Sembla que, per equivocació, una d'aquestes còpies fou enviada a un cinema de Santiago de Compostel·la i es va exhibir un parell de dies abans que fos retirada per ordre governativa.

## Sinopsi
Després de la mort de la seva mare quan havia estat víctima d'un exorcisme, una noia (Tania) és posada sota la cura d'un metge en un sanatori on totes les pacients són víctimes de diverses vexacions sexuals.

## Repartiment
- Analía Gadé - Tania
- Espartaco Santoni - Doctor

## Premis
- Analía Gadé va rebre el Fotogramas de Plata al millor intèrpret de cinema espanyol de 1972 pel seu paper.[3]